# Casasola de Arión
Casasola de Arión település Spanyolországban, Valladolid tartományban. Casasola de Arión Morales de Toro, Villalonso, Benafarces, Villalbarba és Pedrosa del Rey községekkel határos. Lakosainak száma 215 fő (2024).

## Népesség
A település népessége az utóbbi években az alábbiak szerint változott:
| Lakosok száma | 353  | 345  | 339  | 323  | 304  | 289  | 249  | 249  | 217  | 215  |
|               | 2001 | 2004 | 2007 | 2009 | 2012 | 2014 | 2017 | 2019 | 2022 | 2024 |